# Антоанета Лотарингска
Антоанета Лотарингска (на френски: Antoinette de Lorraine; на немски: Antonie von Lothringen, Antoniette) е принцеса от Лотарингия и чрез женитба херцогиня на херцогствата Юлих-Клеве-Берг и графиня на Марк и Равенсберг.

## Биография
Родена е на 26 август 1568 година. Тя е дъщеря на херцог Карл III от Лотарингия (1543 – 1608) и съпругата му принцеса Клод Валоа от Франция (1542 – 1575), втората дъщеря на френския крал Анри II и Катерина Медичи.
На 20 юни 1599 г. Антоанета се омъжва за душевно болния и лабилен Йохан Вилхелм (1562 – 1609), херцог на Юлих-Клеве-Берг на херцогствата Юлих-Клеве-Берг и граф на Марк и Равенсберг. Бракът е бездетен. Тя получава съ-регентството заедно със съпруга и.
След смъртта на нейния съпруг († 25 март 1609) тя не получава регентството на херцогствата Юлих-Клеве-Берг. Тя се оттегля и умира през следващата година на 41-годишна възраст.